# 762. grenadirski polk (Wehrmacht)
762. grenadirski polk (izvirno nemško 762. Grenadier-Regiment; kratica 762. GR) je bil pehotni polk Heera v času druge svetovne vojne.

## Zgodovina
Polk je bil ustanovljen 24. decembra 1943 za potrebe 711. pehotne divizije, a je bil nato dodeljen 361. pehotni diviziji.